# Draghiho zpráva
The future of European competitiveness – A competitiveness strategy for Europe (česky Draghiho zpráva o konkurenceschopnosti Evropy) je dokument z roku 2024, který se zabývá konkurenceschopností Evropské unie a navrhuje opatření pro udržení a posílení evropské pozice v inovativnosti vůči Číně a Spojeným státům. Ursula von der Leyenová již zařadila mnohé Draghiho návrhy do svého druhého funkčního období 2024–2029 v Evropské komisi, které byla zpráva adresována.

## Obsah
Draghiho zpráva vyzývá Evropskou unii, aby více investovala pro podpoření produktivity a navrhuje nová opatření pro usnadnění rizikových investic. Evropská unie podle ní „potřebuje mnohem koordinovanější průmyslovou politiku, rychlejší rozhodování a masivní investice, pokud chce ekonomicky držet krok s konkurenty Spojenými státy a Čínou“.  Draghi prosazuje rozsáhlou digitalizaci, která je předpokladem budoucího růstu. Dále také upozorňuje na mnohem vyšší ceny energií v Evropě oproti zbytku světa. Důležitým tématem je zvyšující se nerovnost, která ohrožuje soudržnost obyvatel, v této rovině by se mělo více investovat do dostupného vzdělání a sociálního bydlení, měla by se zavést progresivní daň a měla by se usnadnit sociální mobilita.

## Reakce
Odborná veřejnost zprávu většinou chápala jako "krok správným směrem", jak se například vyjádřil francouzský ekonom Thomas Piketty. Časopis The Economist dále třeba srovnal rozsah Draghiho návrhů s Marshallovým plánem z roku 1948.
Kritici nicméně poukázali na nedostatečné zastoupení mnohých stran při přípravě, kterých se zpráva týkala, například prý nebyly dostatečně vzaty v potaz specifika odborů, občanské společnosti nebo přímo celé střední a východní části Evropské unie. Zpráva se tak podle kritiků soustředila spíše na potřeby klíčových evropských zemí a zanedbala tak mnohé obchodní zájmy, sociální a ekologické výzvy.